# Барат-Дая
Барат-Дая (индон. Barat Daya) — группа островов в юго-восточной части Молуккских островов. Расположение островов к юго-западу от административного центра провинции Малуку Амбона определило их название (Barat Daya в переводе с индонезийского «Юго-Западный»).
Административно острова входят в состав округа Барат-Дая индонезийской провинции Малуку.

## География

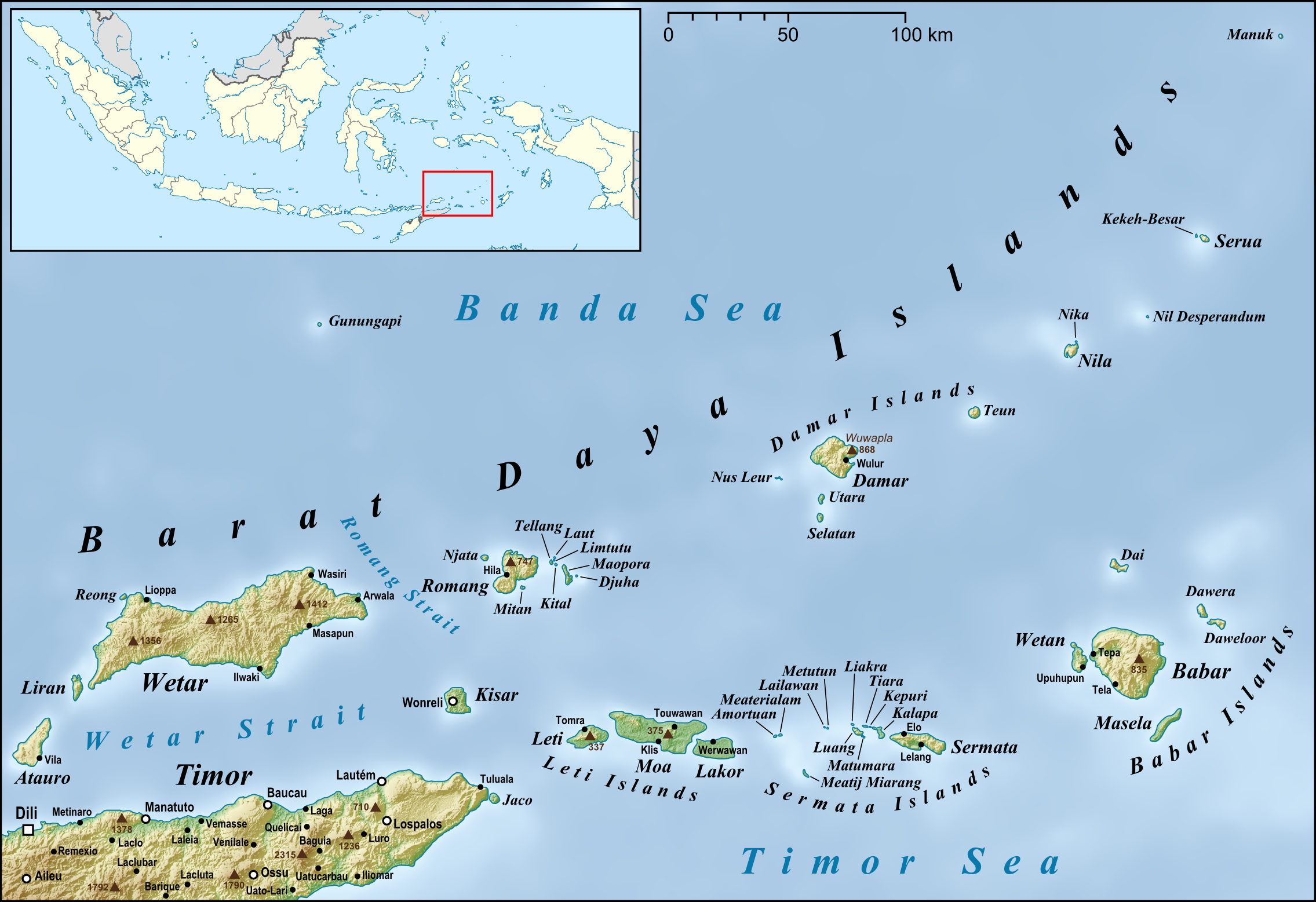
Карта островов Барат-Дая

Состоят из одного крупного острова Ветар (3,6 тыс. км²) и мелких островков Рома, Дамар, Теун, Нила. Рельеф горный, высшая точка (1412 м) расположена на острове Ветар. Климат субэкваториальный муссонный с чётко выраженными сухим (июнь-октябрь) и влажным (ноябрь-май) сезонами. Осадков около 2000 мм в год. Температура воздуха круглый год колеблется в пределах 25-27 ºС. В результате деятельности человека коренные листопадные леса замещены вторичной саванной и плантациями кокосовой пальмы.